# Cutin, Hunedoara
Cutin este un sat în comuna Pestișu Mic din județul Hunedoara, Transilvania, România. Se află în partea de vest a județului, la poalele estice ale masivului Poiana Ruscă.

## Vezi și
- Biserica de lemn din Cutin